# Перссон, Пепс
Пепс Перссон (наст. имя — Пер Оке Томми Перссон, швед. Per Åke Tommy Persson, 20 декабря 1946, Хельсингборг, лен Сконе, Швеция — 27 июня 2021, Витшё, Швеция) — шведский музыкант и композитор, игравший музыку в стилях блюз и регги. В начале карьеры издал несколько англоязычных альбомов, но в основном писал песни на сканском наречии шведского языка. В конце 1960-х — 1970-е годы немало способствовал популяризации в Швеции блюза и регги.

## Карьера
Перссон заинтересовался музыкой в стиле ритм-энд-блюз в 1960-е годы, и в 1966 году создал группу Downbeat Crown. В следующем году он дебютировал как сольный исполнитель под именем Пепс Перссон, записав вместе с Пером «Слимом» Нотини альбом Blues Connection. Альбом почти целиком состоял из шведскоязычных каверов Перссона на известные американские блюзы, в том числе композиции Мадди Уотерса. В последующие годы Перссон выступал с разными коллективами, исполнявшими блюз, пока в 1973 году вместе с Брюнном Сеттельсом (швед. Brynn Settels) не создал группу Peps Blodsband. С этого времени Перссон стал всё больше интересоваться музыкой регги.
В 1974 году Peps Blodsband выпустили свой дебютный альбом также названный Blodsband. Релиз стал очень популярен благодаря вошедшей в него композиции «Falsk matematik» («Фальшивая арифметика»), продержавшейся в хитпараде радиопередачи sv:Kvällstoppen 15 недель. Blodsband стал последним блюзовым альбомом Перссона. Следующий студийный альбом, называвшийся Hög standard («Высокий стандарт») и вышедший в 1975 году, был написан целиком в стиле регги. В него вошли шведскоязычные версии песен Боба Марли «Stir It Up» и «Talkin' Blues», а также композиции самого Перссона.
Некоторые из песен Перссона этого периода — в первую очередь «Falsk matematik» и «Hög standard» — имели сильный политический подтекст и являлись частью движения «en:progg» (левого некоммерческого музыкального течения, зародившегося в Швеции в конце 1960-х и пережившего расцвет в 1970-х годах).
Высокий уровень жизни,
что такое, чёрт возьми, высокий уровень?
Веришь ли ты мифу о богатом Западе?
Чувствуешь ли ты себя устроенным и в безопасности, мой друг?
Или же тебя терзают сомнения, как плохой зуб?
Чувствуешь ли ты себя обманутым?
...
Зачем тебе машина и дом,
когда тебе так плохо,
что больше всего хочется отрыгнуть то,
что ты ешь и пьёшь?Peps Persson, «Hög standard»
В 1976 году вместе с Peps Blodsband Перссон выпустил альбом Droppen urholkar stenen, состоявший, как и предшествующие релизы, исключительно из композиций в стиле регги. В следующий студийный альбом 1978 года, называвшийся Spår, вошла кавер-версия Перссона на хит Якоба Миллера «Tenement Yard» (шведское название песни — «Hyreskasern»).
Перссон продолжал сольную карьеру в 1980-е и 1990-е годы, изредка записываясь в этот период и с Peps Blodsband. В 1992 году вышел его сольный альбом Spelar för livet, включавший один из самых известных хитов Перссона — песню «Oh Boy». В 2005 году был выпущен трёхдисковый сборник под названием Sonet Blues Story, посвящённый раннему периоду творчества музыканта. Все главные хиты Перссона вошли в сборник 2006 года Oh Boy: Det Bästa Med Peps Persson. Последний на сегодняшний день студийный альбом Перссона (Äntligen!) был записан им вместе с Peps Blodsband и выпущен в 2005 году.

## Смерть
Перссон умер 27 июня 2021 года в своём доме в городе Витшё.

## Дискография

### Студийные альбомы
- 1968 — Blues Connection
- 1969 — Sweet Mary Jane
- 1972 — The Week Peps Came To Chicago
- 1974 — Blodsband (с группой Peps Blodsband)
- 1975 — Blues på svenska
- 1975 — Hög standard (с группой Peps Blodsband)
- 1976 — Droppen urholkar stenen (с группой Peps Blodsband)
- 1977 — Fyra tunnlann bedor om dan (с группой Pelle Perssons Kapell)
- 1978 — Spår (с группой Peps Blodsband)
- 1980 — Rotrock (с группой Peps Blodsband)
- 1982 — Persson sjonger Persson (с группой Pelle Perssons Kapell)
- 1984 — En Del Och Andra
- 1988 — Fram med pengarna! (с группой Peps Blodsband)
- 1992 — Spelar för livet
- 1997 — Rotblos (с группой Downhome Bluesband)
- 2005 — Äntligen! (с группой Peps Blodsband)

### Сборники
- 1993 — Bitar 1968-92
- 2005 — Sonet Blues Story — Part 1 — Roots
- 2005 — Sonet Blues Story — Part 2 — Early Peps
- 2005 — Sonet Blues Story — Part 3 — The Week Peps Came To Chicago
- 2006 — Oh Boy: Det bästa med Peps Persson